# Миловка (усадьба)
Ми́ловка — усадьба на берегу Волги в селе Миловка Приволжского района Ивановской области, в 3 км от центра туристического города Плёса.
Основана в конце XVIII века. Принадлежала мелкопоместному роду Черневых, пока в конце XIX века имение не приобрёл фабрикант-старообрядец Г. К. Горбунов. После революции 1917 года усадьба пришла в упадок. Вторую жизнь получила в 2008 году, когда в отреставрированную и расширенную усадьбу на летний отдых регулярно стал приезжать действующий на тот момент президент России, а затем премьер-министр Дмитрий Медведев с семьёй. С тех пор в прессе часто упоминается как «резиденция Медведева» и «дача Медведева».
В сентябре 2016 года резонанс в СМИ вызвало расследование Фонда борьбы с коррупцией (ФБК), посвящённое незаконному, по мнению ФБК, использованию усадьбы Дмитрием Медведевым. 2 марта 2017 года ФБК выпустил фильм «Он вам не Димон», в котором снова была затронута тема усадьбы.

## Архитектура
Усадьба с парком расположена на высоком правом берегу Волги, на территории села Миловка (де-юре частично за его пределами). Является комплексным памятником истории, архитектуры и садово-паркового искусства России конца XVIII — начала XX веков, натурной иллюстрацией «родового дворянского гнезда» периода расцвета русской дворянской усадьбы.

## История
Родоначальником Черневых был лейб-кампании гренадер Василий Иванович Чернев, получивший дворянское достоинство и герб 25 ноября 1751 года от императрицы Елизаветы Петровны за участие в военном перевороте, приведшем её к власти. Усадьба была обустроена его потомками в правление Екатерины II вблизи ныне не существующего тракта из Плёса в Нерехту. В начале XX века промышленником Горбуновым был построен существующий двухэтажный дом. Усадьба конфискована большевиками в 1918 году, следующие 90 лет пребывала в упадке.
В 2008 году губернатор Ивановской области Михаил Мень привлёк к усадьбе интерес президента России Дмитрия Медведева. 4 августа 2008 года президентская яхта «Россия» пришвартовалась у набережной Плёса, и глава государства совершил прогулку по городу, оставившему у него неизгладимое впечатление. С тех пор в Плёс активно направляются федеральные инвестиции по программе развития внутреннего и иностранного туризма. Как отметило издание The Financial Times, с 2008 года «идиллический городок Плёс стремительно превращается в российский аналог американского курорта на Лонг-Айленде». За свой президентский срок до мая 2012 года Медведев посетил Плёс девять раз.
По данным «Новой газеты», усадьбу Миловка в 2008 году купил на аукционе «Фонд региональных некоммерческих проектов „Дар“», деятельность которого связана с семьёй Медведева. По информации газеты «Ленинградская правда», усадьба была куплена у Ивановской областной администрации за 66 млн рублей. Учредителем «Дара» является компания «Левит», владеющая долей в ОАО «Новатэк», одном из крупнейших производителей газа в России. Председатель наблюдательного совета фонда «Дар» Илья Елисеев, он же зампредседателя правления Газпромбанка, является другом юности Медведева, они вместе учились на юридическом факультете Ленинградского университета. После этого усадьба, по одним сведениям, осталась в собственности фонда «Дар», по другим, была передана в дар Медведеву.
В 2009 году начались масштабные работы по реконструкции и расширению усадьбы, благодаря чему обветшавшее владение и заброшенный парк превратились в особо охраняемые государственные объекты с особняком, гостиницами, вспомогательными постройками, дендропарком, прудами, терренкурами, лыжными спусками, пляжем и причалом на Волге.
В сентябре 2016 года резонанс в СМИ вызвало расследование Фонда борьбы с коррупцией, посвящённое развитию и бюджетированию усадьбы в 2011—2016 годах, строительству в ней новых зданий, гостиницы, трёх вертолётных площадок, частной пристани, лыжного склона — с расширением общей площади спецобъекта до 80 га. Стоимость реставрации оценена в 25-30 млрд рублей, в её масштабах ФБК усмотрел признаки коррупции. Тема использования усадьбы Дмитрием Медведевым была снова затронута в фильме-расследовании ФБК «Он вам не Димон».
Рядом с резиденцией находится охотничье хозяйство площадью более 4 тыс. га. Арендатор территории ООО «Орион» (старое название фонда «Дар») платит в госбюджет за угодья 39 руб. 32 коп. в год (аренда на 49 лет). По данным газеты «Собеседник» на март 2017 года, «актуальные рыночные ставки — продажа права аренды 1 га в Ивановской области на 49 лет — начинается от 2 млн руб.».

## Влияние на Плёс
В 2013 году губернатор Ивановской области Михаил Мень высказал мнение, что интерес Дмитрия Медведева к Плёсу привёл к масштабному развитию туристического кластера и связанной с ним инфраструктуры. По его словам, город за федеральные средства газифицировали, построили новую систему электроснабжения и канализацию, дороги, реконструировали набережную. Был построен горнолыжный центр. Мень утверждал, что Медведев привлёк меценатов для полной реставрации Воскресенского храма и Музея пейзажа, строительства Левитановского культурного центра, восстановления деревянного храма на «горе Левитана» (с которой Левитан писал эскиз для картины «Над вечным покоем»).
В мае 2011 года оппозиционный политик Мария Литвинович опубликовала открытое письмо сотрудников туберкулёзного санатория «Плёс», которых беспокоило его возможное закрытие, и что это могло быть связано со строительством резиденции Дмитрия Медведева. По словам Михаила Меня, связи между перепрофилированием санатория из туберкулёзного в кардиологический и строительством резиденции нет, вопрос поднимался им перед Министерством здравоохранения ещё в 2006 году, а решение было принято для повышения привлекательности создаваемого курорта для инвесторов и туристов.
12 июня 2012 года ураган повалил сотни деревьев в знаменитых берёзовых рощах, запечатлённых на картинах Левитана. В конце августа 2012 года в ряде СМИ появилась информация от местных жителей, что левитанские березовые рощи были якобы вырублены в угоду Дмитрия Медведева и его сына, у которого аллергия на берёзовую пыльцу. Осенью 2012 года начались восстановительные работы по восполнению естественных и ураганных потерь рощи, и к весне 2013 года было высажено 600 молодых деревцев.